# Amblyeleotris sungami
Amblyeleotris sungami är en fiskart som först beskrevs av Klausewitz, 1969.  Amblyeleotris sungami ingår i släktet Amblyeleotris och familjen smörbultsfiskar. Inga underarter finns listade i Catalogue of Life.